# Michel Favory
Michel Favory, né le 21 octobre 1940 à Tulle, est un comédien français, sociétaire honoraire de la Comédie-Française.
Son activité est principalement consacrée au théâtre (acteur, mise en scène) avec aussi quelques apparitions cinématographiques, télévisées et dans plusieurs oratorios.

## Biographie

### Jeunesse
Michel Favory est né le 21 octobre 1940 à Tulle, de père artisan peintre et de mère au foyer. Après la guerre d'Algérie, d'où il revient après deux ans de service[réf. souhaitée], il rentre aux Cours Simon, puis au Conservatoire national supérieur d'art dramatique de Paris, d'où il sort avec un premier prix en 1966. Michel Favory a été membre de la compagnie Renaud-BarraultMichel Favory et professeur à l'École nationale supérieure des arts et techniques du théâtre de 1971 à 1981, parallèlement à son activité de comédien.

## Décorations
Commandeur de l'ordre des Arts et des Lettres (janvier 2010).

## Théâtre

### Hors Comédie-Française
- 1964 : Le Soulier de satin de Paul Claudel, mise en scène Jean-Louis Barrault, Odéon-Théâtre de France
- 1964 : Il faut passer par les nuages de François Billetdoux, mise en scène Jean-Louis Barrault, Odéon-Théâtre de France
- 1964 : Hommes et pierres de Jean-Pierre Faye, mise en scène Roger Blin, Odéon-Théâtre de France
- 1964 : Hamlet de William Shakespeare, mise en scène Jean-Louis Barrault, Odéon-Théâtre de France
- 1964 : Le Mariage de Figaro de Beaumarchais, mise en scène Jean-Louis Barrault, Odéon-Théâtre de France
- 1965 : Le Mariage de Figaro de Beaumarchais, mise en scène Jean-Louis Barrault, Théâtre des Célestins
- 1965 : L'Amérique de Franz Kafka, mise en scène Antoine Bourseiller, Odéon-Théâtre de France
- 1965 : Numance de Cervantes, mise en scène Jean-Louis Barrault, Odéon-Théâtre de France
- 1965 : La Provinciale d'Ivan Tourgueniev, mise en scène André Barsacq, Odéon-Théâtre de France
- 1966 : Henry VI de William Shakespeare, mise en scène Jean-Louis Barrault, Odéon-Théâtre de France
- 1967 : Jeanne au bûcher et La Danse des morts de Paul Claudel et Arthur Honegger, avec l'orchestre du Concertgebouw d'Amsterdam, Théâtre des Champs-Élysées
- 1967 : La Butte de Satory de Pierre Halet, mise en scène Jean-Pierre Miquel, Théâtre de Chaillot, reprise Théâtre Récamier
- 1968 : Tartuffe de Molière, mise en scène Yves Gasc, Théâtre de l'Athénée
- 1969 : Macbeth de William Shakespeare, mise en scène Jean Meyer, Théâtre des Célestins
- 1969 : L'Étoile de Séville de Félix Lope de Vega, Festival de Théâtre baroque Montauban
- 1969 : L'Ordre et le désordre de J. Eger, mise en scène Jean-Pierre Andréani, Théâtre Montansier
- 1970 : Nicomède de Jacques Rosner, Théâtre de la Cité de Villeurbanne
- 1972 : Le Cid de Corneille, mise en scène Michel Favory, Théâtre des Célestins
- 1975 : Esther de Racine, mise en scène Dominique Delouche
- 1976 : Le Maître de Santiago d'Henry de Montherlant, mise en scène Dominique Leverd, Théâtre Saint-Georges
- 1977 : La Ville dont le prince est un enfant d'Henry de Montherlant, mise en scène Jean Meyer, Théâtre des Mathurins
- 1978 : Le Jeu de Sainte Agnès de Marius Constant, Théâtre national de Chaillot
- 1979 : Tête d'or de Paul Claudel, mise en scène Dominique Leverd, Théâtre des Bouffes du Nord
- 1980 : Le deuil sied à Électre d'Eugene O'Neill, mise en scène Stuart Seide, Théâtre des Quartiers d'Ivry
- 1983 : Un homme nommé Jésus d'Alain Decaux, mise en scène Robert Hossein, Palais des sports de Paris
- 1984 : Henri IV de Luigi Pirandello, mise en scène Jean-Pierre Bouvier, Festival de Sète, Théâtre Montparnasse
- 1984 : Don Quichotte de Miguel Cervantès, mise en scène Jean-Pierre Bouvier, Festival de Sète
- 1988 : Kings ou Adieu à Shakespeare d'après William Shakespeare, mise en scène Denis Llorca, Centre théâtral de Franche-Comté

### Comédie-Française
- 1987 : Le Marchand de Venise de William Shakespeare, mise en scène Luca Ronconi, Théâtre national de l'Odéon
- 1988 : La guerre de Troie n'aura pas lieu de Jean Giraudoux, mise en scène Raymond Gérôme
- 1988 : Le Legs de Marivaux, mise en scène Jacques Rosny
- 1988 : Nicomède de Corneille, mise en scène Françoise Seigner
- 1989 : Lorenzaccio d'Alfred de Musset, mise en scène Georges Lavaudant
- 1989 : La Vie de Galilée de Bertolt Brecht, mise en scène Antoine Vitez
- 1989 : L'Avare de Molière, mise en scène Jean-Paul Roussillon
- 1989 : Comme il vous plaira de William Shakespeare, mise en scène Lluís Pasqual (es)
- 1990 : Le Café de Carlo Goldoni, mise en scène Jean-Louis Jacopin
- 1990 : La Vie de Galilée de Bertolt Brecht, mise en scène Antoine Vitez
- 1991 : Le roi s'amuse de Victor Hugo, mise en scène Jean-Luc Boutté
- 1991 : Iphigénie de Racine, mise en scène Yannis Kokkos
- 1991 : La Tragédie du roi Christophe d'Aimé Césaire, mise en scène Idrissa Ouedraogo
- 1992 : Caligula d'Albert Camus, mise en scène Youssef Chahine, Salle Richelieu
- 1992 : Antigone de Sophocle, mise en scène Otomar Krejča, Salle Richelieu
- 1993 : Le Faiseur d'Honoré de Balzac, mise en scène Jean-Paul Roussillon, Salle Richelieu
- 1994 : Le Prince de Hombourg d'Heinrich von Kleist, mise en scène Alexander Lang, Théâtre Mogador, Salle Richelieu
- 1995 : Le Prince de Hombourg d'Heinrich von Kleist, mise en scène Alexander Lang, Salle Richelieu
- 1995 : La Thébaïde de Racine, mise en scène Yannis Kokkos, Salle Richelieu
- 1995 : La Double Inconstance de Marivaux, mise en scène Jean-Pierre Miquel, Théâtre du Vieux-Colombier
- 1996 : Tite et Bérénice de Corneille, mise en scène Patrick Guinand, Théâtre du Vieux-Colombier
- 1997 : L'Alerte de Bertrand Poirot-Delpech, mise en scène Jean-Pierre Miquel, Théâtre du Vieux-Colombier
- 1997 : Nathan le Sage de Gotthold Ephraim Lessing, mise en scène Alexander Lang
- 1997 : La Vie parisienne de Jacques Offenbach, mise en scène Daniel Mesguich
- 1998 : Les Femmes savantes de Molière, mise en scène Simon Eine
- 1998 : Suréna de Corneille, mise en scène Anne Delbée, Théâtre du Vieux-Colombier
- 1999 : Faust de Goethe/Gérard de Nerval, mise en scène Alexander Lang
- 2000 : Le Misanthrope de Molière, mise en scène Jean-Pierre Miquel, Théâtre du Vieux-Colombier
- 2000 : Le mal court de Jacques Audiberti, mise en scène Andrzej Seweryn, Théâtre du Vieux-Colombier
- 2001 : Écrits de "Poilus", lecture, Studio-Théâtre
- 2001 : Pluie de cendres de Laurent Gaudé, mise en scène Michel Favory, Studio-Théâtre
- 2001 : Le Marchand de Venise de William Shakespeare, mise en scène Andrei Șerban (en)
- 2002 : Charles Péguy, lecture-spectacle, Studio-Théâtre
- 2002 : Un jour de légende - Les Temps modernes de Victor Hugo d'après La Légende des siècles, poèmes lus à plusieurs voix
- 2002 : Opéra savon de Jean-Daniel Magnin, mise en scène Sandrine Anglade, Théâtre du Vieux-Colombier
- 2002 : Hedda Gabler d'Henrik Ibsen, mise en scène Jean-Pierre Miquel, Théâtre du Vieux-Colombier
- 2002 : Courteline au Grand-Guignol d'après Un client sérieux de Georges Courteline, mise en scène Nicolas Lormeau, Studio-Théâtre
- 2002 : Hommage à Alexandre Dumas, Théâtre du Vieux-Colombier
- 2003 : Ah, vous voilà Dumas ?! d'Alexandre Dumas, mise en scène Alain Pralon, Studio-Théâtre
- 2004 : Le Conte d'hiver de William Shakespeare, mise en scène Muriel Mayette, Studio-Théâtre
- 2004 : Le Théâtre de Pascal Dusapin, lecture
- 2004 : Le Théâtre de Paul Andreu, lecture, Théâtre du Vieux-Colombier
- 2005 : Platonov d'Anton Tchekhov, mise en scène Jacques Lassalle
- 2005 : L'Amour médecin et Le Sicilien ou l'Amour peintre de Molière et Jean-Baptiste Lully, mise en scène Jonathan Duverger et Jean-Marie Villégier
- 2005 : Le Tartuffe de Molière, mise en scène Marcel Bozonnet, Salle Richelieu
- 2006 : Cyrano de Bergerac d'Edmond Rostand, mise en scène Denis Podalydès
- 2007 : Le Retour au désert de Bernard-Marie Koltès, mise en scène Muriel Mayette, Salle Richelieu
- 2007 : Cyrano de Bergerac d'Edmond Rostand, mise en scène Denis Podalydès, Salle Richelieu
- 2007 : La Mégère apprivoisée de William Shakespeare, mise en scène Oskaras Koršunovas
- 2008 : Vie du grand dom Quichotte et du gros Sancho Pança d'António José da Silva, mise en scène Émilie Valantin
- 2008 : Cyrano de Bergerac d'Edmond Rostand, mise en scène Denis Podalydès
- 2009 : La Grande Magie d'Eduardo De Filippo, mise en scène Dan Jemmett, Salle Richelieu
- 2009 : Vie du grand dom Quichotte et du gros Sancho Pança d'António José da Silva, mise en scène Émilie Valantin
- 2009 : Il Campiello de Carlo Goldoni, mise en scène Jacques Lassalle, Salle Richelieu
- 2009 : Les affaires sont les affaires d'Octave Mirbeau, mise en scène Marc Paquien, Théâtre du Vieux-Colombier
- 2010 : Cyrano de Bergerac d'Edmond Rostand, mise en scène Denis Podalydès, Salle Richelieu
- 2010 : La Grande Magie d'Eduardo De Filippo, mise en scène Dan Jemmett, Salle Richelieu
- 2010 : Les Habits neufs de l'empereur de Hans Christian Andersen, mise en scène Jacques Allaire, Studio-Théâtre
- 2011 : Les affaires sont les affaires d'Octave Mirbeau, mise en scène Marc Paquien, Théâtre du Vieux-Colombier
- 2011 : Agamemnon de Sénèque, mise en scène Denis Marleau, Salle Richelieu
- 2012 : Le Malade imaginaire de Molière, mise en scène Claude Stratz, Théâtre Éphémère, Diafoirus et Purgon, en alternance
- 2013 : Troïlus et Cressida de William Shakespeare, mise en scène Jean-Yves Ruf, Salle Richelieu
- 2013 : La Fleur à la bouche de Luigi Pirandello, mise en scène Louis Arene, Studio-Théâtre
- 2014 : La Visite de la vieille dame de Friedrich Dürrenmatt, mise en scène Christophe Lidon, Théâtre du Vieux-Colombier (coproduction et co-création CADO)
- 2014 : Le Tartuffe ou l'Imposteur de Molière, mise en scène Galin Stoev, Salle Richelieu
- 2015 : Roméo et Juliette de William Shakespeare, mise en scène Eric Ruf, Salle Richelieu
- 2016 : Cyrano de Bergerac d'Edmond Rostand, mise en scène Denis Podalydès, Salle Richelieu
- 2016 : Le Tartuffe ou l'Imposteur de Molière, mise en scène Galin Stoev, Salle Richelieu
- 2016 : Le Cerf et le Chien d'après Les Contes du chat perché de Marcel Aymé, mise en scène Véronique Vella, Studio-Théâtre
- 2021 : La Cerisaie d'Anton Tchekhov, mise en scène Clément Hervieu-Léger, Salle Richelieu reprise en 2022.

## Filmographie

### Cinéma et Télévision
- 1973 : Le gang des otages réalisé par Édouard Molinaro
- 1972 : Les Rois maudits — Miles de Noyers ; réalisé par Pierre Cardinal
- 1977 : Les grandes batailles du passé - Le siège de La Rochelle - Cardinal Richelieu; réalisé par Jean-François Delassus
- 1980 : Nana d'Emile Zola réalisé par Maurice Cazeneuve
- 1982 : Messieurs les jurés « Affaire Mérard » l'avocat général ; réalisé par André Michel
- 2003 : Saint-Germain ou la Négociation — l'amiral Gaspard de Coligny ; réalisé par Gérard Corbiau
- 2006 : Le Procès de Bobigny — le procureur de la République ; François Luciani
- 2014 : La Forêt - Bodaev.- réalisé par Arnaud Desplechin

## Doublage

### Cinéma

#### Films
- 1998 : Le Détonateur : Ryan Harrison (Leslie Nielsen)
- 1999 : Sleepy Hollow : Le Révérend Steenwick (Jeffrey Jones)
- 2000 : L'Enfer du devoir : L'Ambassadeur Mourain (Ben Kingsley)
- 2000 : The Yards : Arthur Mydanick (Steve Lawrence)
- 2001 : À la rencontre de Forrester : Prof. Robert Crawford (F. Murray Abraham)
- 2002 : Dancer Upstairs : Pascual (Xabier Elorriaga)
- 2003 : Le Purificateur : le propriétaire de la librairie (Richard Bremmer)
- 2004 : Out of Time : Agent Stark (Terry Loughlin)
- 2006 : V pour Vendetta : Peter Creedy (Tim Pigott-Smith)
- 2007 : August Rush : Thomas Novacek (William Sadler)
- 2011 : My Week with Marilyn : Hugh Perceval (Michael Kitchen)

#### Films d'animation
- 2004 : Steamboy : Alfred Smith

### Télévision

#### Séries télévisées
- 2001-2006 : À la Maison-Blanche (2001), Bruno Gianelli (Ron Silver)
- 2015 : Dans l'ombre des Tudors : Thomas Wolsey (Jonathan Pryce)